# ثايلاكويد

رسم تخطيطي لمختلف مكونات بلاستيدة خضراء:
(1) الغشاء خارجي؛
(2) حيز بين غشائي؛
(3) الغشاء الداخلي؛
(4) السدى؛
(5) تجويف الثايلاكويد؛
(6) غشاء الثايلاكويد؛
(7) جرانة الثايلاكويد (أقراص التايلاكويد)؛
(8) تايلاكويد؛
(9) نشا؛
(10) ريبوسوم؛
(11) دنا بلاستيدي؛
(12) كرية بلاستيدية (قطيرة ليبيد).

الثايلاكويد أو التيلاكويد (بالإنجليزية: Thylakoid)‏ هو مجموعة من الأغشية موجودة عند البكتيريا الزرقاء وفي البلاستيدات الخضراء، وهي المكان الذي تتم فيه التفاعلات الكيميائية الضوئية أثناء عملية التمثيل الضوئي. «الثايلكويد» في الأصل هو اسم مشتق من المصطلح اليوناني ثايلوكيس، الذي يعني حرفيا «الكيس».
يُطلق على المساحة الداخلية التي تحدها أغشية الثايلاكويد اسم التجويف أو الحيز الثايلاكويدي الداخلي. يسمى الحيز الخارجي باسم السيتوبلازم عند البكتيريا الزرقاء، أو سدى البلاستيدات الخضراء عند حقيقيات النوى الضوئية.

## أصل التسمية
«الثايلكويد» هو اسم مشتق من الكلمة اليونانية ثايلوكيس، التي تعني حرفيا «الكيس» أو «الجيب». وبالتالي، فإن كلمة الثايلاكويد تعني «شبيه الكيس» أو «شبيه الجيب».

## البنية

رسم مبسط لبنية الثايلاكويد؛ تتكدس مجموعة من الأقراص الجوفاء مكونة ما يعرف بالجرانة (الإطار الأحمر)، التي تتصل بدورها بسدى الثايلاكويد (الإطار الأزرق).

الثايلاكويد هو مجموعة هياكل مرتبطة مع بعضها ومتصلة بالغشاء ومدمجة في سدى البلاستيدات الخضراء. تتجمع الثايلاكويدات في أكوام قرصية تسمى جرانم، تشبه في شكلها الخارجي كومة من العملات المعدنية.

### غشاء الثايلاكويد
خلال عملية التمثيل الضوئي يكون غشاء الثايلاكويد مسرحا لحدوث جميع تفاعل ضوئي|التفاعلات المعتمدة على الضوء بفضل أصباغ التركيب الضوئي المدمجة مباشرة في هذا الغشاء. يتميز هذا الغشاء بنمط متناوب من الشرطة الداكنة والفاتحة يبلغ قياس كل منها 1 نانومتر. تشترك الطبقات الدهنية الثنائية للثايلاكويد الثنائية في السمات المميزة لها مع الأغشية بدائية النواة وكذا الغشاء الداخلي للبلاستيدات الخضراء. على سبيل المثال، يمكن العثور على الدهون الحمضية في أغشية الثايلاكويد والبكتيريا الزرقاء والبكتيريا الأخرى المعتمدة على التمثيل الضوئي، حيث تشارك في التكامل الوظيفي للأنظمة الضوئية.
تتكون أغشية الثايلاكويد عند النباتات العليا بشكل أساسي من الدهون الفوسفورية والالدهون اللبنية التي يتم ترتيبها بشكل غير متماثل على طول الأغشية وعبرها. تكون أغشية الثايلاكويد أكثر غنى بالدهون اللبنية مقارنة بالدهون الفوسفورية. على الرغم من هذا التركيب الفريد، فقد ثبت أن أغشية نبات الثايلاكويد تقوم إلى حد كبير على تنظيم ديناميكي ثنائي الطبقة.
يتم تصنيع الدهون المكونة لأغشية الثايلاكويد، الغنية بحمض اللينولينيك عالي المرونة وفق مسار تفاعلي معقد يتضمن تبادل سلائف الدهون بين الشبكة الإندوبلازمية والغشاء الداخلي للحيز البلاستيدي ومن تم نقلها من الغشاء الداخلي إلى الثايلاكويدات عبر الحويصلات.

### تجويف الثايلاكويد
يأخذ تجويف الثايلاكويد شكل بنية سائلة محاطة بغشاء الثايلاكويد. يلعب هذا التجويف دورًا مهما في الفسفرة الضوئية خلال عملية التمثيل الضوئي. أثناء حدوث التفاعلات المعتمدة على الضوء، تضخ البروتونات عبر غشاء الثايلاكويد إلى التجويف مما يجعل درجة حمضيتها تقارب الدرجة الرابعة من سلم بي إتش (pH).

### جرانم وصفائح الثايلاكويد
تنتظم الثايلاكويدات عند النباتات العليا في شكل مجموعات مكونة من الغشاء والجرانم المرتبطة بالسدى. الجرانم هي كومة متراكبة من أقراص الثايلاكويد. يمكن أن تحتوي البلاستيدات الخضراء على 10 إلى 100 جرانم. حيث ترتبط هذه الجرانم بواسطة بسدى الثايلاكويد، التي تسمى أيضًا صفائح الثايلاكويد أو الثايلاكويدات المتراكبة. يمكن التمييز بين جرانة الثايلاكويد وسدى الثايلاكويد عن طريق النظر إلى تكوينهما البروتيني المختلف. تتحكم الجرانم بمساحة سطح الكبيرة للبلاستيدات الخضراء إلى بالحجم. أظهرت دراسة حديثة أجريت على أغشية الثايلاكويد باستخدام التصوير المقطعي الإلكتروني الثيرية أن صفائح السدى تكون منظمة في صفائح عريضة عمودية على محور تراص الجرانم على شكل أسطح حلزونية يمينية متعددة. قد يشكل هذا التنظيم الهيكلي هندسة أساسية للربط بين الطبقات أو الصفائح المكدسة فوق بعضها.